# Monclassico
Monclassico település Olaszországban, Trento megyében. Lakosainak száma 913 fő (2015). Monclassico Croviana, Dimaro, Cles és Malè községekkel határos.

## Népesség
A település népességének változása:

| 2015 | 913 |